# Et borgerligt Ord
Et borgerligt Ord er en dansk dokumentarfilm fra 1945, der er instrueret af Preben Frank efter manuskript af Mogens Davidsen.

## Handling
En film-illustration af et af P. Sørensen-Fugholms (Per Barfoed) digte om folks ansvarsløse opførsel i naturen.